# Tapinanthus quequensis
Tapinanthus quequensis là một loài thực vật có hoa trong họ Loranthaceae. Loài này được (Weim.) Polhill & Wiens miêu tả khoa học đầu tiên năm 1992.